# Балаян Вазген Христофорович
Вазген Христофорович Балаян (нар. 21 квітня 1927, с. Чартар, Нагірний Карабах (Вірменія) —  7 травня 2023) — український письменник, журналіст, громадський діяч, краєзнавець, літератор, педагог, член Національної спілки журналістів України.

## Біографія

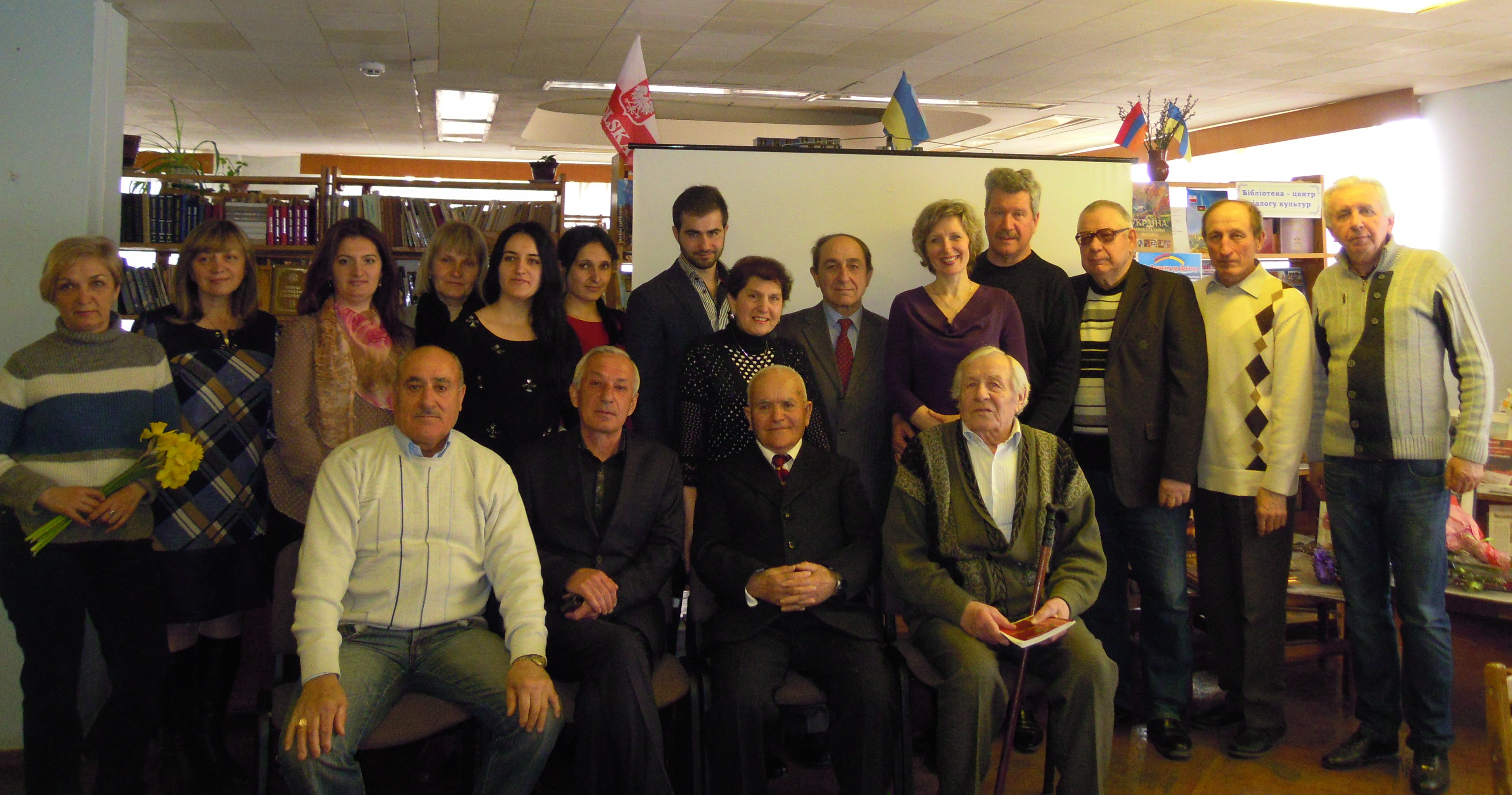
Вечір, присвячений 90-річчю від дня народження В.Балаяна

Народився В.Балаян у вірменському селі Чартар, край Нагірний Карабах (більш давніша назва – Арцах). Вазген – в перекладі з вірменської означає «Світло священного знання».
Батько помер коли йому виповнилося 2 роки, тому вихованням його і сестри займалася бабуся. Тяжким було дитинство Вазгена Христофоровича. Коли почалася війна, Вазген вступає на навчання до фабрично-заводського училища у Баку, після чого повертається до рідного села і там закінчує середню школу. 
В 1943 році переїздить до Куйбишева (Самари), працює на авіаційному заводі. Повертається на батьківщину.
У 1944 році вступає на навчання до Учительського 2-річного інституту в Степанокерті (зараз Степанокертський педагогічний університет) на історико-літературний факультет, після закінчення якого працює в цьому ж інституті лаборантом кафедри літератури.
У  1950 році вступає до Московського університету на історичний факультет. На 3-му курсі знайомиться з майбутню дружиною – Надією Василівною яка навчалась на першому курсі економічного факультету.
1957 року у Єревані відбувається весілля вірмена Вазгена Балаяна і українки Надії Василівни. 
|  | Завдяки їй я став журналістом. Саме вона була моїм редактором і друкарем… |

У 1958 році разом з дружиною Вазген Христофорович переїздить до Сум. 
У шлюбі народжується син Валерій та донька Тамара. Його син Валерій Балаян став відомим кінорежисером-документалістом.

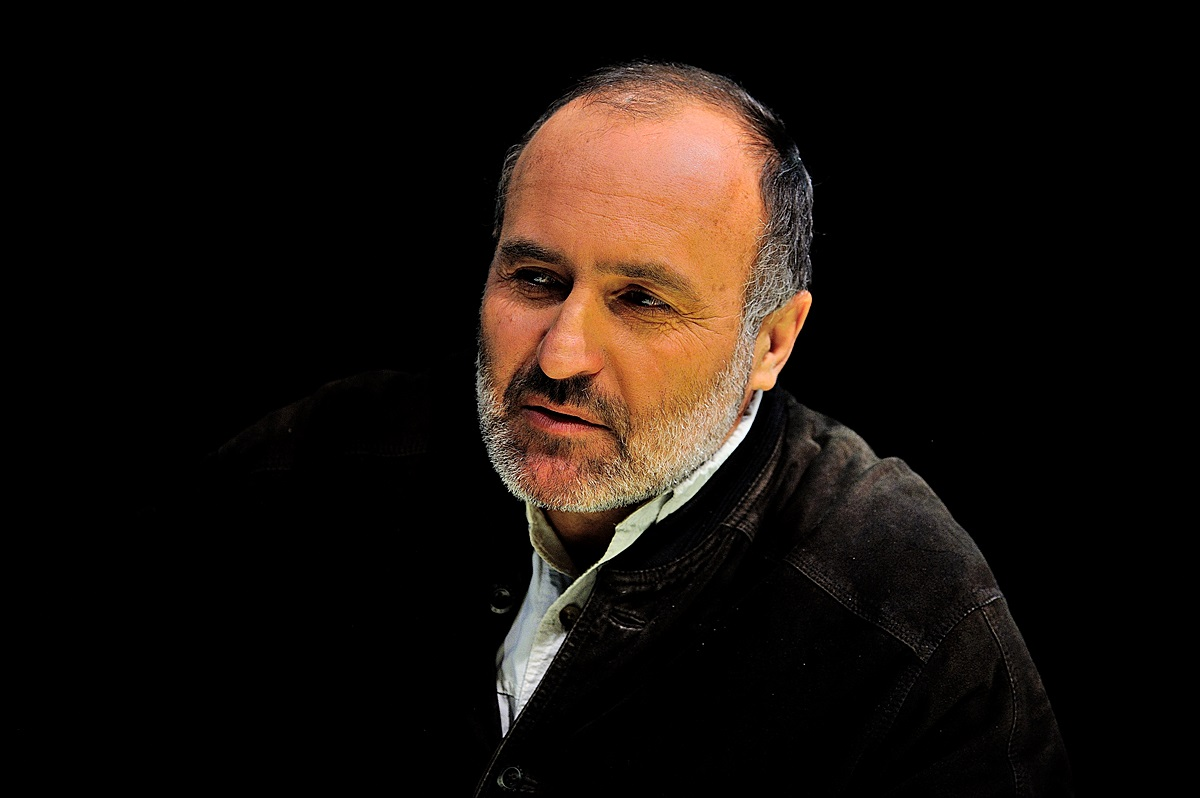
Син Вазгена Христофоровича, Валерій Балаян

У 1965—1987 роках працює викладачем політекономії у Сумському кооперативному технікумі (до 1987 року). На формування його національної свідомості вплинули відомі сумські діячі такі, як Геннадій Петров, Микола Данько, Юрій Ступак. 
|  | Знакомство с такими людьми, как Николай ДАНЬКО, Геннадий ПЕТРОВ, Алексей ВЕРТИЙ, обострило мой интерес не только к Украине, но и к истории родного края… Под их влиянием я стал систематически читать журналы «Вітчизна», «Дніпро», «Прапор», знакомился с украинской культурой, постепенно пришло понимание, а потом — знание украинского языка… |

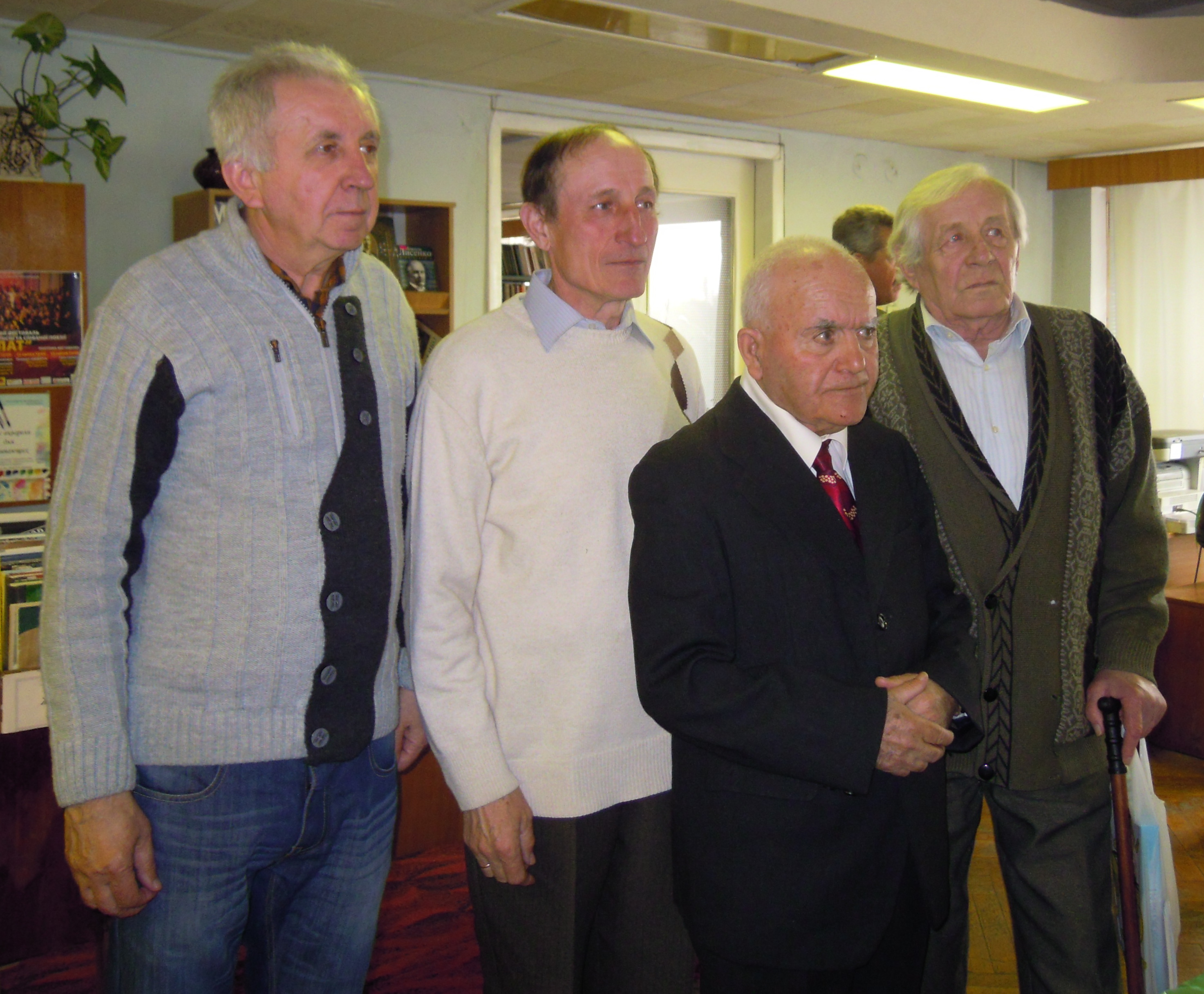
О. Вертіль, І. Гапоченко, В. Балаян та В. Савченко.

2017 року у Сумській обласній універсальній науковій бібліотеці відбувся вечір, присвячений 90-річчю від дня народження Вазгена Христофоровича. Були присутні: його син — відомий кінорежисер-документаліст Валерій Балаян, голова Сумської організації Національної спілки письменників України О. Вертіль, голова Сумської організації Національної спілки художників України І. Гапоченко, колеги-журналісти П. Нестеренко та В. Савченко, представники Сумської організації вірменської культури «Арцах» та інші.

## Творчість
В. Балаян — автор десятків статей на літературні, історичні, політичні теми. Публікувався у вірменсікій та українській періодиці «Тарас Шевченко і вірменська література» (1964), «Шевченко і Налбандян» (1965), «Ісаакян і Україна» (2001), про зв’язки Павла Грабовського і Павла Тичини з вірменською літературою, статті «Йому боліла кожна рана. Про українські переклади Ованеса Туманяна» (1969), «Іван Драч і Вірменія» (1999), «Ваграм Папазян і Україна» (1998), «Юрій Ступак і вірменський живопис» (1998), «Сини Нагірного Карабаху в боях за Україну» (1995), «Мовою дружби. Про Віктора Кочевського» (1988), «Україна-Русь і Вірменія» (1998), «Іллєнко — син Карабаху» (2000).
Був організатором патріотичних вечорів, присвячених Вірменії та Україні. 
Бере активну участь в діяльності Сумського обласного товариства армянської культури «Арцах».